# Slovenska vas, Šentrupert
Slovenska vas este o localitate din comuna Šentrupert, Slovenia, cu o populație de 136 de locuitori.